# Schola Cantorum Universitaria Barcinonensis
La Schola Cantorum Universitaria Barcinonensis , o también, Schola Cantorum de la Universidad de Barcelona, es un coro de cámara que se dedica a cultivar la música antigua y la polifonía religiosa. La entidad no ha tenido siempre esta especialización, pues en sus orígenes su repertorio abarcaba todas las épocas.

## Historia
Su historia comienza en la década de los años 1940. A pesar de que en septiembre de 1941 ya se empezó a trabajar con el nombre de Schola Cantorum de la Facultad de Filosofía y Letras, no fue hasta principios del curso 1942-1943 que la Schola comenzó su trayectoria de la mano del maestro Antonio Pérez Moya. En sus inicios, la formación se limitaba a hacer las intervenciones que los actos puramente universitarios le requerían, pero más adelante fue cogiendo vuelo hasta llegar a ser un referente dentro del mundo coral barcelonés. En aquella época, la Schola cultivaba todo tipo de repertorio, desde música antigua hasta composiciones de autores contemporáneos. Dentro de la plantilla de aquel momento había cantores tan representativos como Oriol Martorell, Maria Martorell, Antoni Badia i Margarit, los hermanos Porter Moix, etc.
Después del maestro Pérez Moya, que fue director de 1941 a 1949, la Schola estuvo dirigida por los maestros Ernesto Cervera y Astor (de 1949 a 1965), Jerónimo Miguel Alsina (de 1965 a 1967) y Francesc Bonastre (de 1967 a 1972). Los hechos convulsos que rodeaban el mundo universitario a principios de los años 1970 hasta el fin de la dictadura franquista provocaron que la entidad tuviera que detener su actividad. No fue hasta los años 1980 que se formó la Coral Universitaria y en 1989 el Coro de la Universidad de Barcelona que recogió el testigo de la actividad coral en la Universidad. En 2002, un grupo de cantores del este coro quisieron empezar a cultivar la música antigua y la polifonía religiosa y con este objetivo se reinicio la actividad de la Schola. Actualmente la formación se considera coro de cámara con una media de 20 cantantes. Desde el año 2002 el director de la Schola es el maestro Carlos Gumí.